# Ohrazenice, Semily
Ohrazenice là một làng thuộc huyện Semily, vùng Liberecký, Cộng hòa Séc.